# Hünfeld
Hünfeld è un comune tedesco di 16 941 abitanti,, situato nel land dell'Assia.
Hünfeld ha dato i natali a Bonifacio Maria Krug, religioso benedettino, abate e compositore.